# Chemins de fer du Jura
Chemins de fer du Jura (acronimo CJ, in italiano Ferrovie del Giura) è una società di esercizio ferroviario della Svizzera costituitasi il 1º gennaio 1944 mediante la fusione delle quattro società: RPB (Porrentruy-Bonfol), SC (Saignelégier-La Chaux-de-Fonds), RSG (Saignelégier-Glovelier) e CTN (Tavannes-Tramelan-Le Noirmont).

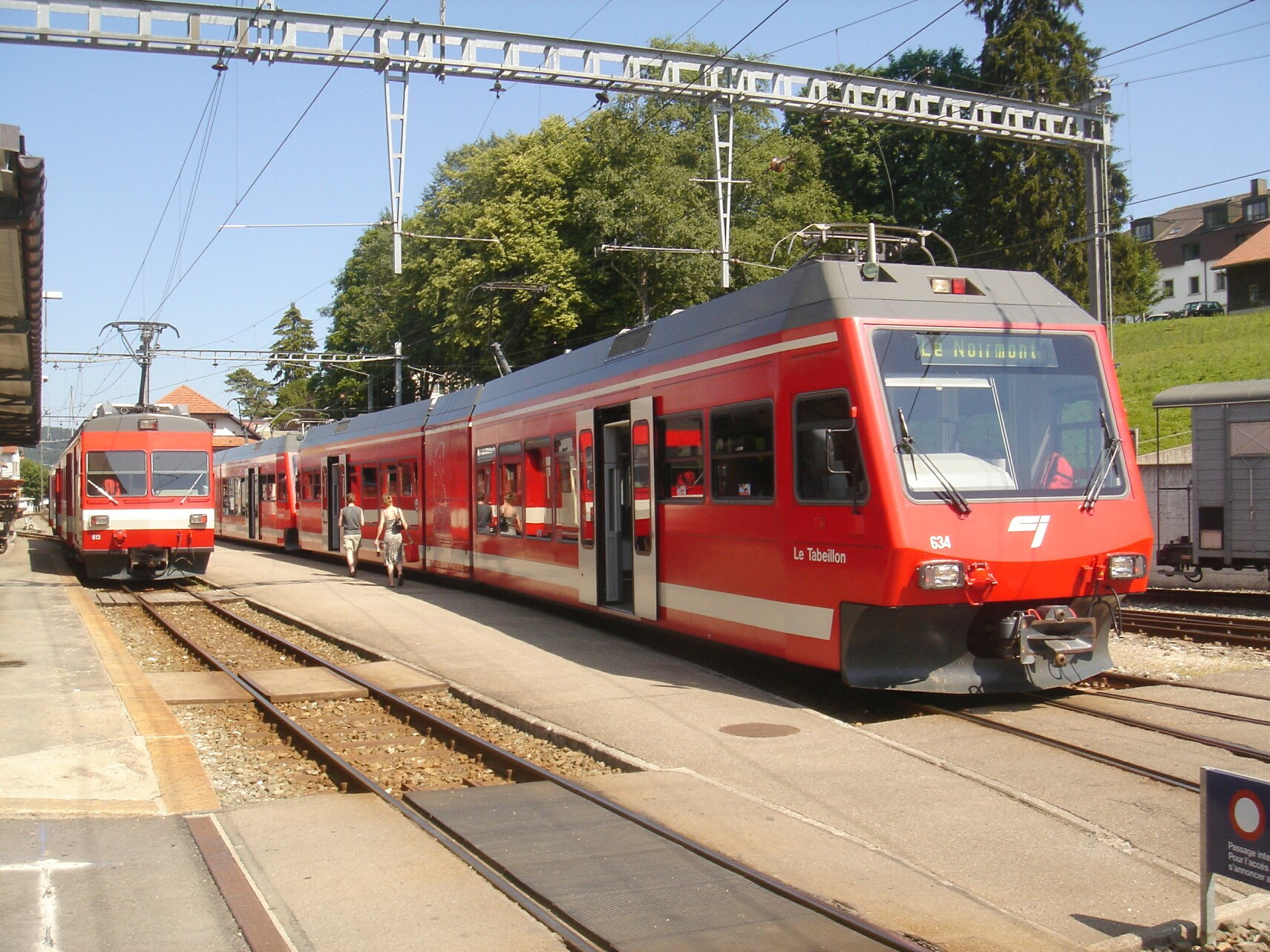
Elettromotrici in servizio nella stazione di Tramelan

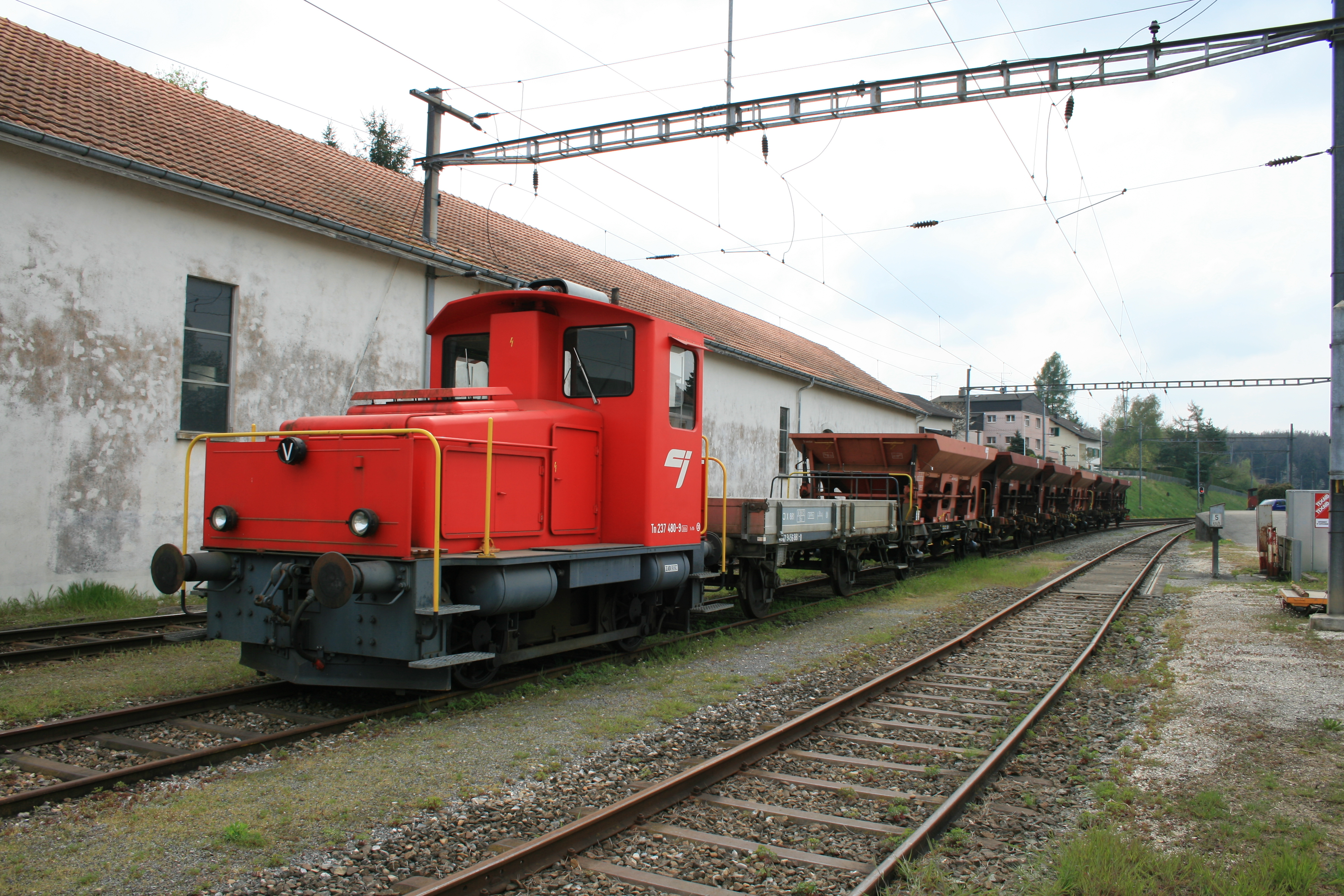
Treno di carri tramoggia nella stazione di Bonfol

## Storia
La prima delle linee ferroviarie che costituiscono la rete dell'attuale compagnia fu nel 1884 la Tavannes-Tramelan, a scartamento metrico che collegò tra loro i villaggi omonimi. Il collegamento venne esteso quando un'altra società aprì al traffico la Tramelan-Les Breuleux-Le Noirmont che venne interamente elettrificata nel 1913. Nel 1927 le due società si fusero nella nuova Chemins de fer Tavannes-Le Noirmont.
Il 7 dicembre 1892 venne aperta all'esercizio la linea più lunga della regione, la Saignelégier-La Chaux-de-Fonds (SC). La linea era lunga 25 km e collegava Saignelégier (Place d'Armes) a La Chaux-de-Fonds penetrando ampiamente nel tessuto urbano.
A queste si aggiunsero nel 1901 la Porrentruy-Bonfol e, nel 1904, la Glovelier-Saignelégier (RSG), ambedue a scartamento normale. Nel 1910 la Porrentruy-Bonfol venne prolungata fino a Pfetterhouse (oggi è in Francia, in Alsazia, ma allora era territorio della Germania) dove si collegò con la ferrovia proveniente da Dannemarie. Nel 1946 venne sospeso il trasporto di passeggeri tra Bonfol e Dannemarie; nel 1970 la linea fu definitivamente chiusa.
Nel 1943 ebbe inizio il processo di fusione delle varie società nell'ambito di un progetto di ristrutturazione che venne concretizzato tra il 1946 e il 1953; il progetto comprendeva anche la completa elettrificazione delle linee. Nel 1953 la linea regionale Glovelier-Saignelégier venne convertita a scartamento metrico.

## Caratteristiche
La rete delle Ferrovie del Giura (CJ) comprende le seguenti linee per un totale di 84,8 km.
- a scartamento metrico, per un totale di 73,2 km:
  - Saignelégier-La Chaux-de-Fonds (26,1 km);
  - Saignelégier-Glovelier (24,3 km);
  - Le Noirmont-Tavannes (22,8 km);
- a scartamento normale:
  - Porrentruy-Bonfol, lunga 10,3 km (isolata dal resto della rete sociale)

Le pendenze massime raggiungono il 50 per mille sulla rete a scartamento ridotto. La linea a scartamento normale ha pendenze massime del 25 per mille.
La rete è interamente elettrificata a corrente continua e a tensione di 1500 volt; fa eccezione la linea a scartamento normale che è a corrente alternata monofase a 15 kV, 16,7 Hz.
Le CJ gestiscono anche le linee di autobus Tramelan-Les Breuleux-Saint-Imier, Tramelan-Les Genevez-Lajoux-Saulcy-Glovelier e Saignelégier-Glovelier.

## Materiale rotabile
Dati riferiti al 2011
| Materiale rotabile                          | Tipo e numerazione   | Numero esemplari | Anno di costruzione | Costruttore                 | Posti a sedere I classe / II classe | Note                                                                                | Immagine |
| ------------------------------------------- | -------------------- | ---------------- | ------------------- | --------------------------- | ----------------------------------- | ----------------------------------------------------------------------------------- | -------- |
| Veicoli a scartamento metrico               |                      |                  |                     |                             |                                     |                                                                                     |          |
| Locomotive elettriche                       | Gem 4/4 401          | 1                | 1952                | SIG / SAAS                  |                                     | ex De 4/4 401                                                                       |          |
| Locomotive elettriche                       | De 4/4 II 411        | 1                | 1953                | SIG / FFA / BBC             |                                     | ex De 4/4 403, trasformata nel 1986                                                 |          |
| Elettromotrici                              | BCe 2/4 70           | 1                | 1913                | SWS / BBC / CJ              | 4 / 32                              | veicolo "Belle époque"                                                              |          |
| Elettromotrici                              | ABDe 4/4 I 603       | 1                | 1953                | SIG / SAAS                  | 9 / 16                              | ex BDe 4/4 I 603, prima classe aggiunta nel 1986, veicolo di riserva                |          |
| Elettromotrici                              | BDe 4/4 I 608        | 1                | 1953                | SIG / SAAS                  | – / 32                              | veicolo di riserva                                                                  |          |
| Elettromotrici                              | BDe 4/4 II 611-614   | 4                | 1985                | SIG / FFA / BBC             | – / 39                              |                                                                                     |          |
| Elettromotrici                              | BDe 4/4 621          | 1                |                     | SWS / SIG / SAAS / CJ       | – / 16                              | ex BTI BDe 4/4 5, poi FW BDe 4/4 207, rilevata dai CJ nel 1991                      |          |
| Elettromotrici                              | Bef 4/4 641-642      | 2                | 1973                | SWS / SAAS / CJ             | – / 36                              | ex RhB ABe 4/4 487-488, rilevate dai CJ nel 2000 per trainare i "treni dei rifiuti" |          |
| Elettrotreni                                | GTW ABe 2/6 631-634  | 4                | 2001                | Stadler / BT                | 9 / 68                              | 631: « Pouillerel » 632: « Mont Soleil » 633: « La Gruère » 634: « Le Tabeillon »   |          |
| Locomotive da manovra elettriche            | Te 2/2 504           | 1                |                     |                             |                                     |                                                                                     |          |
| Locomotive da manovra diesel                | Tm 2/2 501           | 1                |                     |                             |                                     |                                                                                     |          |
| Locomotive da manovra diesel                | Tm 506               | 1                |                     |                             |                                     |                                                                                     |          |
| Locomotive da manovra diesel                | Tm 507               | 1                |                     |                             |                                     | utilizzato per la manutenzione dei binari                                           |          |
| Locomotive da manovra diesel                | Xm 509               | 1                | 1984                | Beilhack / Deutz            |                                     | manutenzione catenaria in estate; spazzaneve in inverno                             |          |
| Carrozze pilota                             | Bt 704               | 1                | 1952                | SWS / SAAS                  | – / 48                              | veicolo di riserva                                                                  |          |
| Carrozze pilota                             | ABt 711-714          | 4                | 1985                | FFA / BBC                   | 12 / 39                             |                                                                                     |          |
| Carrozze pilota                             | ABt 715              | 1                | 1986                | FFA / BBC / CJ              | 8 / 40                              | ex B 756, trasformata nel 2009                                                      |          |
| Carrozze pilota                             | BDt 721-722          | 2                | 1986                | FFA / BBC                   | – / 32                              |                                                                                     |          |
| Carrozze viaggiatori                        | C 7                  | 1                | 1913                | SIG                         | – / 32                              | veicolo "Belle époque"                                                              |          |
| Carrozze viaggiatori                        | B 751-755            | 5                | 1986                | FFA                         | – / 64                              |                                                                                     |          |
| Carrozze viaggiatori                        | B 761-763            | 3                | 1927-30             |                             | – / 60                              |                                                                                     |          |
| Carri chiusi                                | D 321                | 1                | 1971                | SIG                         |                                     | ex BOB D 532                                                                        |          |
| Vagoni merci                                | G / H / K / L / S    | 32               |                     |                             |                                     |                                                                                     |          |
| Vagoni di servizio                          | X                    | 21               |                     |                             |                                     |                                                                                     |          |
| Vagoni trasportatori (a doppio scartamento) | Ua                   | 29               |                     |                             |                                     |                                                                                     |          |
| Voicoli a scartamento normale               |                      |                  |                     |                             |                                     |                                                                                     |          |
| Locomotive elettriche                       | De 4/4 587 111-6     | 1                | 1980                | SWS / BBC / CJ              |                                     | Stemma « Vendlincourt »                                                             |          |
| Elettromotrici                              | BDe 4/4 577 101-9    | 1                | 1968                | SWS / MFO                   | – / 56                              | Stemma « Bonfol »                                                                   |          |
| Elettromotrici                              | BDe 4/4 577 102-7    | 1                | 1980                | SWS / BBC                   | – / 48                              | Stemma « Alle »                                                                     |          |
| Elettromotrici                              | RBDe 4/4 560 141-5   | 1                | 1984                | FFA / BBC                   | – / 56                              | Stemma « La Vouivre » ex FFS RBDe 560 002-8, rilevata nel 2008                      |          |
| Locomotive da manovra elettriche            | Ee 936 151+152       | 2                | 1985                | SLM / BBC                   |                                     | ex PTT Ee 3/3 10 et 11, rilevata nel 2010                                           |          |
| Locomotive da manovra diesel                | Tm 237 480-9         | 1                | 1962                | SLM / BBC                   |                                     | rilevata e rinnovata nel 1999                                                       |          |
| Locomotive da manovra diesel                | Tm 232 181-9         | 1                | 1971                | SLM / MAN                   |                                     |                                                                                     |          |
| Locomotive da manovra diesel                | Tm 232 182-7         | 1                | 1982                | RACO / Saurer               |                                     | ex FFS Tm III 9595, rilevata nel 2008                                               |          |
| Locomotive da manovra diesel                | Tem 225 183-5        | 1                | 1967                | BLS SA / MFO / SAAS / Deutz |                                     | ex BLS SA Tm 225 058-7, rilevata nel 2009                                           |          |
| Carrozze pilota                             | Bt 50 47 29-03 921-5 | 1                | 1963                | SWS / MFO / SIG             | – / 64                              |                                                                                     |          |
| Carrozze pilota                             | Bt 55 85 29-34 941-4 | 1                | 1984                | FFA                         | – / 71                              | ex FFS Bt 50 85 29-34 902-1, rilevata nel 2008                                      |          |
| Vagoni di servizio                          | X                    | 24               |                     |                             |                                     |                                                                                     |          |

### Rotabili del passato[5]
De 4/4 I 402
- trasformata in locomotiva bimodale (elettrica e diesel) e venduta nel 2011 alla KWO-MIB (Gem 4/4 12)

BDe 4/4 I 601 a 608
- BDe 4/4 I 601: ceduta alla BOB (navetta per il Mystery Park), poi passata alla LEB, attualmente all'associazione La Traction dove dovrebbe ritrovare l'aspetto d'origine.
- BDe 4/4 I 602: venduta nel 2001 alla CFTA di Gray (Francia).
- BDe 4/4 I 603: in servizio, trasformata in ABDe 4/4 I 603 con l'aggiunta della prima classe nel 1986 (in modo da poter circolare come veicolo singolo).
- BDe 4/4 I 604: ceduta alla BOB (navetta per il Mystery Park), attualmente alla MIB (BDe 4/4 11).
- BDe 4/4 I 605: venduta nel 2001 alla CFTA di Gray (Francia).
- BDe 4/4 I 606: venduta nel 2004 alla NStCM (BDe 4/4 231), attualmente fuori servizio.
- BDe 4/4 I 607: venduta nel 2006 alla NStCM (BDe 4/4 232), attualmente fuori servizio.
- BDe 4/4 I 608: veicolo di riserva.

Bt 701 a 706
- Bt 701: venduta nel 2001 alla CFTA di Gray (Francia).
- Bt 702: attualmente all'associazione La Traction dove dovrebbe ritrovare l'aspetto d'origine.
- Bt 703: venduta nel 2001 alla CFTA di Gray (Francia).
- Bt 704: veicolo di riserva.
- Bt 705: venduta nel 2004 alla NStCM (Bt 331), attualmente fuori servizio.
- Bt 706: venduta nel 2001 alla CFTA di Gray (Francia).